# Zynie
Zynie – wieś w Polsce położona w województwie lubelskim, w powiecie biłgorajskim, w gminie Księżpol.
| SIMC    | Nazwa      | Rodzaj    |
| ------- | ---------- | --------- |
| 0892688 | Bukowiec   | część wsi |
| 0892694 | Nowe Zanie | część wsi |
| 0892702 | Telikały   | część wsi |
| 0892719 | Zagać      | część wsi |

W latach 1975–1998 miejscowość administracyjnie należała do województwa zamojskiego. 
Wieś jest sołectwem w gminie Księżpol. Według Narodowego Spisu Powszechnego z roku 2011 wieś liczyła 209 mieszkańców i była jedenastą co do liczby ludności miejscowością gminy.
Wierni Kościoła rzymskokatolickiego należą do parafii Świętych Apostołów Piotra i Pawła w Starym Majdanie lub do parafii Najświętszego Serca Pana Jezusa w Biszczy lub do parafii 
Podwyższenia Krzyża Świętego w Księżpolu.